# Kārlis Lasmanis
Kārlis Lasmanis, född 8 april 1994, är en lettisk basketspelare. 
Lasmanis deltog vid olympiska sommarspelen 2020 och var en del av Lettlands lag som tog guld i tremannabasket.